# James Smith Morland

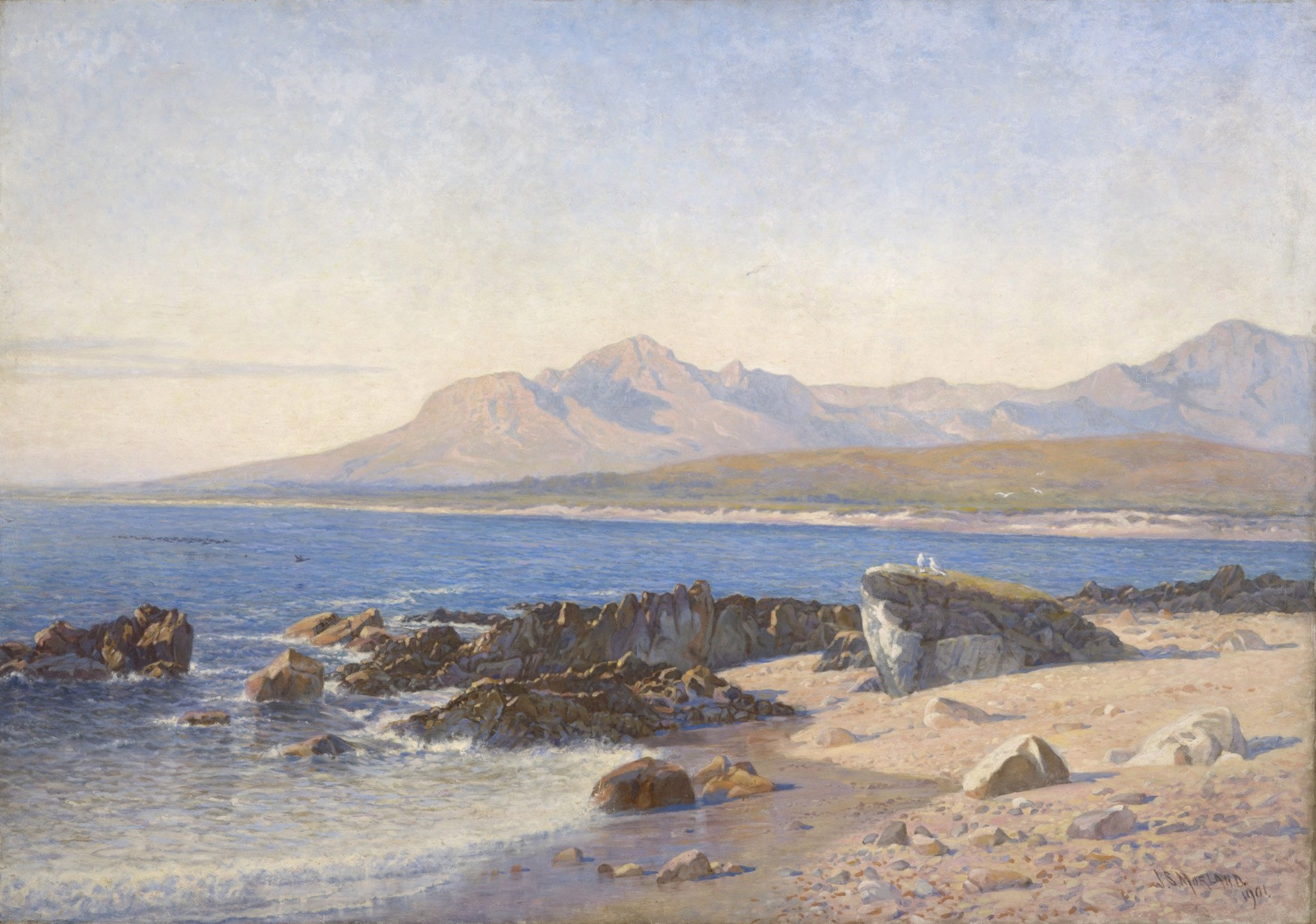
Lengthening Shadows False Bay, Südafrika. Signiert und datiert 1901. The Royal Collection Trust

James Smith Morland (* 1846  in Liverpool, England; † 24. Mai 1921 in Kapstadt, Südafrikanische Union) war ein englisch-südafrikanischer Maler und Kunstlehrer.

## Leben
James Smith Morland entstammte einer britischen Künstlerfamilie, zu der auch der berühmte Maler George Morland (1763–1804) gehörte. Er arbeitete zunächst für ein Handelsunternehmen in seiner Geburtsstadt Liverpool. Parallel dazu studierte er zehn Jahre lang in Teilzeit Zeichnen und Malerei an der Liverpool North District School of Art. Ab 1878 widmete sich Morland ausschließlich der Kunst. Er zog nach Trefriw, einem Dorf im Norden von Wales, wo er sich einer Künstlerkolonie anschloss. 1883 heiratete er dort Janie Doble aus Tavistock. Aus der Ehe gingen zwei Töchter sowie vier Söhne hervor, von denen zwei im Ersten Weltkrieg fielen.
Bevor Morland nach Südafrika auswanderte, war er bereits ein anerkannter Aquarellmaler und Mitglied der Liverpool Academy und der Liverpool Watercolour Society. Er war auch der erste Präsident des Liverpool Sketch Club. 1880 wurde ihm die Ehre zuteil, eines seiner Bilder an prominenter Stelle in der Royal Academy of Arts in London auszustellen.

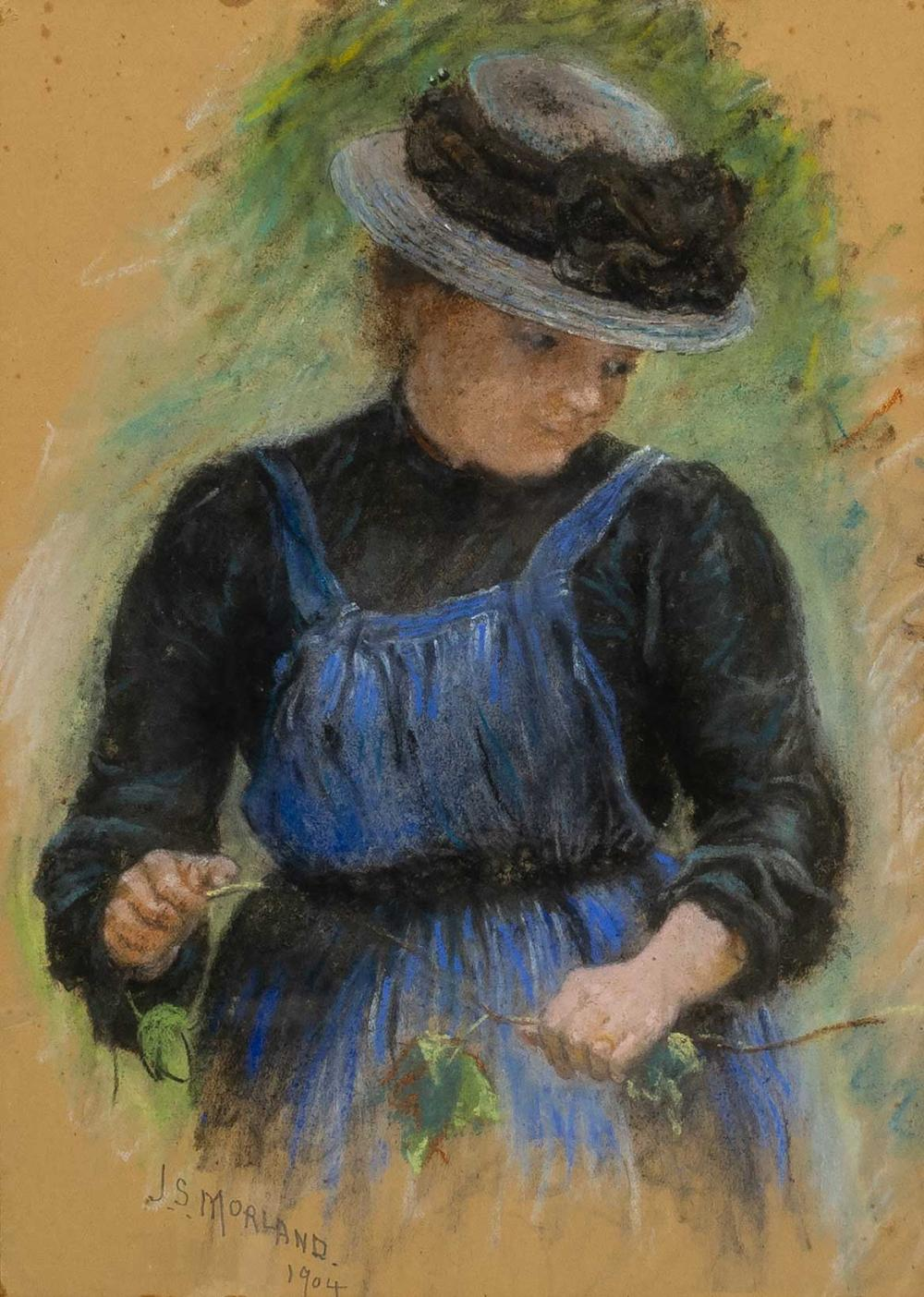
Porträt eines Mädchens, Pastell, signiert und datiert 1904

1888 ging James Smith Morland nach Südafrika, wo er an verschiedenen höheren Schulen in der Kapkolonie Malerei unterrichtete. Neben seiner Lehrtätigkeit war er auch als Prüfer für das South African College tätig und lernte Robert Gwelo Goodman kennen, der in ihm einen wichtigen Mentor fand. 1897 gründete James Smith Morland die South African Society of Artists (SASA) und wurde einstimmig zum ersten Präsidenten gewählt. Dieses Amt übte er mit Unterbrechungen bis 1902 aus. 1903 kündigte James Smith Morland seine Rückkehr nach England an, ließ sich aber nur kurz in Kent nieder, bevor er 1905 aus klimatischen Gründen nach Südafrika zurückkehrte. Die SASA empfing ihn bei seiner Rückkehr mit einem Ehrendinner, nun unter dem Vorsitz von George Crosland Robinson. Ein Foto von ihm erschien am 26. Dezember 1906 in der Cape Argus Weekly Edition, wo er als Doyen der südafrikanischen Künstler bezeichnet wurde.
1910 trat James Smith Morland aus persönlichen Gründen von seinem Amt bei der SASA zurück. Heute ist er weniger bekannt, obwohl seine Darstellungen südafrikanischer Landschaften in der Tradition englischer Landschaftsmalerei als präzise und einfühlsam gelten. Sein umfangreiches Wissen über Malerei und Kunstkritik gab James Smith Morland vor allem an seine Schüler weiter, zu denen auch Robert Gwelo Goodman gehörte, dessen Studium er finanziell unterstützte. Zu Morlands bedeutendsten Werken zählt das Gemälde A Garden of Promise (1903), das einen Blick vom Weingut Groot Constantia auf die False Bay zeigt und schließlich von der South African National Gallery (SANG) erworben wurde. Seine Werke sind in zahlreichen Galerien in Großbritannien und Südafrika vertreten. James Smith Morlands bleibendes Vermächtnis ist die Gründung der SASA, die er organisatorisch geschickt aufbaute und die eine prägende Rolle in der frühen Kunstgeschichte Südafrikas spielte.